# Pacific Rim Championship 1998
El Pacific Rim Championship de 1998 fue la tercera edición del torneo de rugby que enfrentó a selecciones nacionales norteamericanas y asiáticas.
En esta edición el ganador fue Canadá, quienes consiguieron su tercer campeonato.

## Equipos participantes
- Selección de rugby de Canadá
- Selección de rugby de Estados Unidos
- Selección de rugby de Hong Kong
- Selección de rugby de Japón

## Posiciones
| Pos. | Equipo         | Encuentros | Encuentros | Encuentros | Encuentros | Tantos  | Tantos    | Tantos     | Puntos |
| Pos. | Equipo         | jugados    | ganados    | empatados  | perdidos   | a favor | en contra | diferencia | Puntos |
| ---- | -------------- | ---------- | ---------- | ---------- | ---------- | ------- | --------- | ---------- | ------ |
| 1    | Canadá         | 6          | 5          | 0          | 1          | 173     | 100       | + 73       | 16     |
| 2    | Hong Kong      | 6          | 4          | 0          | 2          | 153     | 151       | + 2        | 14     |
| 3    | Japón          | 6          | 2          | 0          | 4          | 153     | 171       | - 18       | 10     |
| 4    | Estados Unidos | 6          | 1          | 0          | 5          | 119     | 176       | - 57       | 8      |

## Resultados
| 3 de mayo | Japón | 22 - 30 | Canadá |  |  |

| 9 de mayo | Hong Kong | 23 - 17 | Canadá |  |  |

| 10 de mayo | Japón | 27 - 38 | Estados Unidos |  |  |

| 16 de mayo | Hong Kong | 43 - 25 | Estados Unidos |  |  |

| 23 de mayo | Canadá | 17 - 15 | Estados Unidos |  |  |

| 23 de mayo | Hong Kong | 31 - 38 | Japón |  |  |

| 6 de junio | Estados Unidos | 3 - 37 | Canadá |  |  |

| 7 de junio | Japón | 16 - 17 | Hong Kong |  |  |

| 13 de junio | Canadá | 38 - 12 | Hong Kong |  |  |

| 13 de junio | Estados Unidos | 21 - 25 | Japón |  |  |

| 20 de junio | Estados Unidos | 17 - 27 | Hong Kong |  |  |

| 21 de junio | Canadá | 34 - 25 | Japón |  |  |

| Bandera de Canadá |
| Campeón Canadá    |
| Tercer título     |